# 怨王孙
怨王孙，词牌名。

## 格律
双调五十四字，仄韵。格律为：（仄）仄（平）平平仄仄，平仄仄、（平）平平仄。（平）平（仄）仄仄平平，仄仄仄、平平仄。

## 历史
实际上这是最早是隋代曲名，叫做《河传》。晚唐温庭筠第一次以此作为词牌名。